# 尾藤公
尾藤 公（びとう ただし、1942年10月23日 - 2011年3月6日）は、元日本高校野球指導者・解説者。元和歌山県立箕島高等学校野球部部長・監督。長男である尾藤強も同高校OBであり、同高校野球部監督を務めた。

## 来歴・人物
和歌山県有田市に生まれる。愛称はトンちゃん。自身高校球児として箕島高校では4番捕手で、のちに阪神に入団した左腕投手山本康夫（1942年11月6日‐）とバッテリーを組んだが、甲子園出場経験は一度もなかった。近畿大学に進学したが、腰を痛めて中退。大叔父尾藤與七が社長を務める和歌山相互銀行（普通銀行転換に伴い和歌山銀行を経て、経営統合・合併により現在の紀陽銀行）行員として働いていた。

### 第一次箕島高校監督時代
1965年箕島高校部長を経て翌1966年箕島高校監督に就任。監督3年目の1968年第40回センバツ大会では、東尾修投手を擁して初の甲子園出場を果たす。それから2年後の1970年、第42回センバツ大会では、島本講平投手を擁して甲子園大会で初優勝。若い頃は選手らに対してスパルタ指導で鍛え上げたが、成績が伸び悩んだ1972年5月に信任投票を行い不信任票が一票あったため一度監督を退く。

### 第二次箕島高校監督時代
監督退任後はボウリング場・有田国際ボウルに勤務し、そこで接客の仕事に従事し「我慢」と「辛抱」することなどを学んだ。1974年9月に箕島高校野球部監督に復帰してからは、選手の助言もあって、練習の厳しさは変わらないものの試合中はいつも笑顔で接するようになった。それにより選手たちはのびのびとプレーするようになったという。その微笑みは「尾藤スマイル」として高校野球ファンにおなじみとなり阪口慶三、上甲正典など他校の高校野球指導者にも大きな影響を与えた。
また1979年の第51回センバツ大会と第61回選手権大会では、石井毅と嶋田宗彦のバッテリーらを擁し、甲子園大会で当時史上3校目の春夏連覇を達成した。公立校の春夏連覇は箕島高校のみである。特に1979年夏選手権の3回戦、星稜高校との延長18回の大熱戦（箕島の激闘）は、40年以上経った現在でも高校野球史に語り継がれている。
監督後半の1986年には、長男・強がエースとなったが、和歌山県大会の決勝戦で桐蔭高校に敗れている。
1995年の第77回選手権大会直前の8月4日に監督勇退を表明。「腰痛の悪化により、イメージ通りのノックができなくなった」ことを理由に挙げている。春8回、夏6回の合計14回甲子園に出場を果たし、その内春センバツ3回、夏選手権1回の優勝経験を持つ。甲子園大会通算35勝は史上9位。
延長戦での劇的なサヨナラ勝ちが多く、「勝負師」ともよばれた。座右の銘は「一期一会一球」。

### 監督勇退後
勇退後は1996年2月7日に同年4月27日から行われるAAA野球選手権大会の日本代表監督に就任した。1997年5月から日本高野連の委員を務め、講演活動などを通して後進の育成に力を注いだ。また、高校野球の民放テレビ・ラジオの実況解説者を務め、｢そうですねえ」という口癖が特徴的であった。特に引き分け再試合として大きな話題となった2006年の第88回選手権大会の決勝戦（駒大苫小牧対早稲田実）では、ABCラジオの解説を2試合とも務めたが、奇しくもABCテレビで同試合の解説を務めたのは、27年前に熱戦を繰り広げた星稜高校元監督・山下智茂だった（2007年も同様だったがテレビ中継は横浜高校監督の渡辺元智とのダブル解説だった）。2008年の第90回全国高等学校野球選手権記念大会の決勝戦では山下智茂元監督とABCテレビの解説を務め、ダブル解説が実現した。
2008年度に日本高校野球連盟より育成功労賞を受賞している。同年8月15日に甲子園球場で表彰式が行われ、箕島のユニフォームを着用して出席している。
2010年、甲子園歴史館顧問に就任。同年9月23日、31年前の箕島対星稜戦の再戦が甲子園球場で行われたが、病身により車いすで甲子園に姿を現している。
2011年1月23日に和歌山市内のホテルで催された東尾修の野球殿堂入り記念パーティーには出席できず、東尾に向けて「故郷の仲間やお世話になった方々を忘れずにご恩返しも兼ねて頑張ってくれ」というメッセージを録音テープで寄せたのが、公の場での最後の肉声となった。
2011年3月6日、膀胱がんにより死去。68歳没。戒名は「顕球院観空公道居士」。墓所は和歌山県有田郡湯浅町の竹林寺にある。

### 死去後
死去から1年後の2012年3月6日、和歌山県有田市名誉市民となった。
2013年3月1日、長男で箕島高校OB・野球部コーチを務めていた尾藤強が監督に昇格。強もまた高校時代、父であり監督だった公に指導を受けた。同年7月27日、第95回全国高等学校野球選手権大会和歌山大会で優勝を果たし、29年ぶり8回目の甲子園出場を決めた。

## エピソード
監督復帰後に当時としては珍しい水分補給を導入し（当時、水分補給はタブー視されていた）、スポーツドリンク普及の先駆けとなった。これは、投手が7回ぐらいから疲れが出始め完投できないことを悩んでいたところ、尾藤が知り合いの医者に相談しハチミツとレモン汁を混ぜたドリンク（現在のスポーツドリンク）を飲ませるように助言を受けたのが始まりである。すると投手はスイスイと完投するようになり、効果があらわれたため他の選手にもドリンクを飲ませるようになったという。さらに、試合の合間にバナナやチョコレートを食べさせて試合に集中させた。後々に全国でスポーツドリンクを発売することになる会社の研究員が、何度も尾藤と知り合いの医者を訪ね教わりに来ていたという。
監督復帰後の1978年に長打力を売りにして入部しながらも、控えに甘んじていた綛田清隆から相談を受け、相撲部に転部するきっかけを作ったことでも知られる。綛田は後に明治大学を経て大相撲入りし、栃乃和歌の四股名で関脇まで昇進。引退後は年寄・第11代春日野として大関・栃ノ心、関脇・栃煌山ら多くの関取を育て上げている。
長年、ABC朝日放送で実況を務め1998年に引退した、アナウンサー・植草貞夫が最後に実況を担当した第80回記念大会の3回戦第一試合（8月19日・大会14日目）智弁和歌山（和歌山代表）VS豊田大谷（東愛知代表）戦でゲストを担当した。

## 語録
- 「監督として一番いけないのは、変な先入観を持つことなんですよ。」
- 「目の前でゴロは捕れ、バントもバッティングも打ちに行ってはいけない、目の前でボールを捉えろ。」
- 「おまえのエラーは覚悟しとる。三つぐらい織り込み済みや。」
- 「自分は何度か死んだようなもの。でも命の延長戦に終わりはない。人生をあきらめてはいけない。だから最後まで楽しみたい。」
- 「野球というのは人生の縮図、社会の縮図ですよ。」

## 甲子園での成績
- 春：出場8回・22勝5敗・優勝3回（1970年、1977年、1979年）
- 夏：出場6回・13勝5敗・優勝1回（1979年）
- 通算：出場14回・35勝10敗（勝利数は2014年夏現在、歴代9位）・優勝4回

## 主な教え子
- 東尾修 （西鉄・西武）
- 島本講平（南海）
- 森下敏秀（巨人入団拒否）
- 上川誠二（中日）
- 石井雅博（巨人）
- 上野敬三（巨人）
- 石井毅（西武）
- 嶋田宗彦（阪神）
- 住吉義則（日本ハム）
- 畑山俊二（近鉄）
- 山下徳人（ロッテ）
- 吉井理人（近鉄）
- 嶋田章弘（阪神）
- 原井和也（西武）
- 林孝哉（ダイエー）
- 高野忍（巨人）
- 高山智行（阪神）

## 脚註
1. 1 2  “箕島高校:監督に尾藤強氏　甲子園V元監督・公氏の長男”. 毎日新聞. (2013年2月20日)
2. ↑  http://astand.asahi.com/webshinsho/asahi/asahishimbun/product/2012081700004.html
3. ↑  球史に残る18回死闘…箕島の名将、尾藤公さん死去― スポニチ Sponichi Annex 野球 2011年3月7日
4. ↑  “殿堂入り候補者　新たに谷佳知氏、高橋由伸氏、エキスパートは藤田平氏、大島康徳氏”.   デイリースポーツ online (2020年12月1日). 2022年10月28日閲覧。
5. ↑  “東尾氏 恩師との“ミカン畑の会話”に目頭押さえて…”.   スポーツニッポン (2011年1月24日). 2011年3月7日閲覧。
6. ↑  “箕島率いて甲子園春夏連覇 尾藤公さん死去…68歳”.   スポーツニッポン (2011年3月6日). 2011年3月7日閲覧。
7. ↑  朝日新聞デジタル 箕島、29年ぶり夏の甲子園　故尾藤公さんの長男が監督 2013年7月27日閲覧。